# U Pekárenské
U Pekárenské je sídliště a základní sídelní jednotka v Českých Budějovicích. Sídliště je součástí části obce a katastrálního území České Budějovice 3. Nachází se podél severní strany Pekárenské ulice, dále je ohraničeno ulicemi Pražská a Nádražní. Počet obyvatel klesl z 4900 v roce 1991 a 4423 v roce 2001 na 3844 obyvatel podle trvalého bydliště a na 3848 obyvatel podle obvyklého pobytu v roce 2011.

## Historie
Pekárenská ulice vznikla ze staré cesty, která pravděpodobně již ve 13. století vycházela z osady kolem kostela sv. Prokopa (původní Budivojovice) na východ. Nejstarším objektem podél této cesty byl Špitálský dvůr, který se nacházel na rohu s dnešní Pražskou třídou. Ve 2. polovině 18. století byl Špitálský dvůr nahrazen vojenskými pekárnami a skladem, podle nichž dostala ulice (kolem roku 1800, německy Backhausgasse) a později i sídliště název. Po roce 1850 postupně vznikala zástavba podél severní strany ulice až k úrovni dnešní ulice Jindřicha Plachty, ve 30. letech 20. století byly postaveny domky k Nádražní třídě.
Současné sídliště U Pekárenské vzniklo v letech 1963–1966, kdy byla zbořená značná část staré zástavby na severní straně Pekárenské ulice a byly postaveny panelové domy typu T06B. Na sídlišti byly rovněž postaveny restaurace a prodejny, mateřská škola a střední škola. V křížení Pekárenské ulice a Palackého náměstí byla v roce 1980 na místě původního hostince Amerika postavena jednopodlažní samoobsluha BIOS. Po revoluci v budově sídlila společnost Delvita, avšak i tato stavba byla v roce 2011 stržena a na jejím místě byl vystaven bytový komplex s obchodem v přízemí.
V roce 2001 žilo na tomto sídlišti 4423 obyvatel ve 2092 bytech.
V letech 2003–2004 byl areál bývalých vojenských pekáren přestavěn na obchodně společenské centrum IGY.

## Ulice
Na sídliště U Pekárenské zasahují tyto ulice:
- Pekárenská
- Puklicova
- Nerudova
- Nádražní
- Kostelní
- Jírovcova
- Klaricova
- Jindřicha Plachty

## Galerie

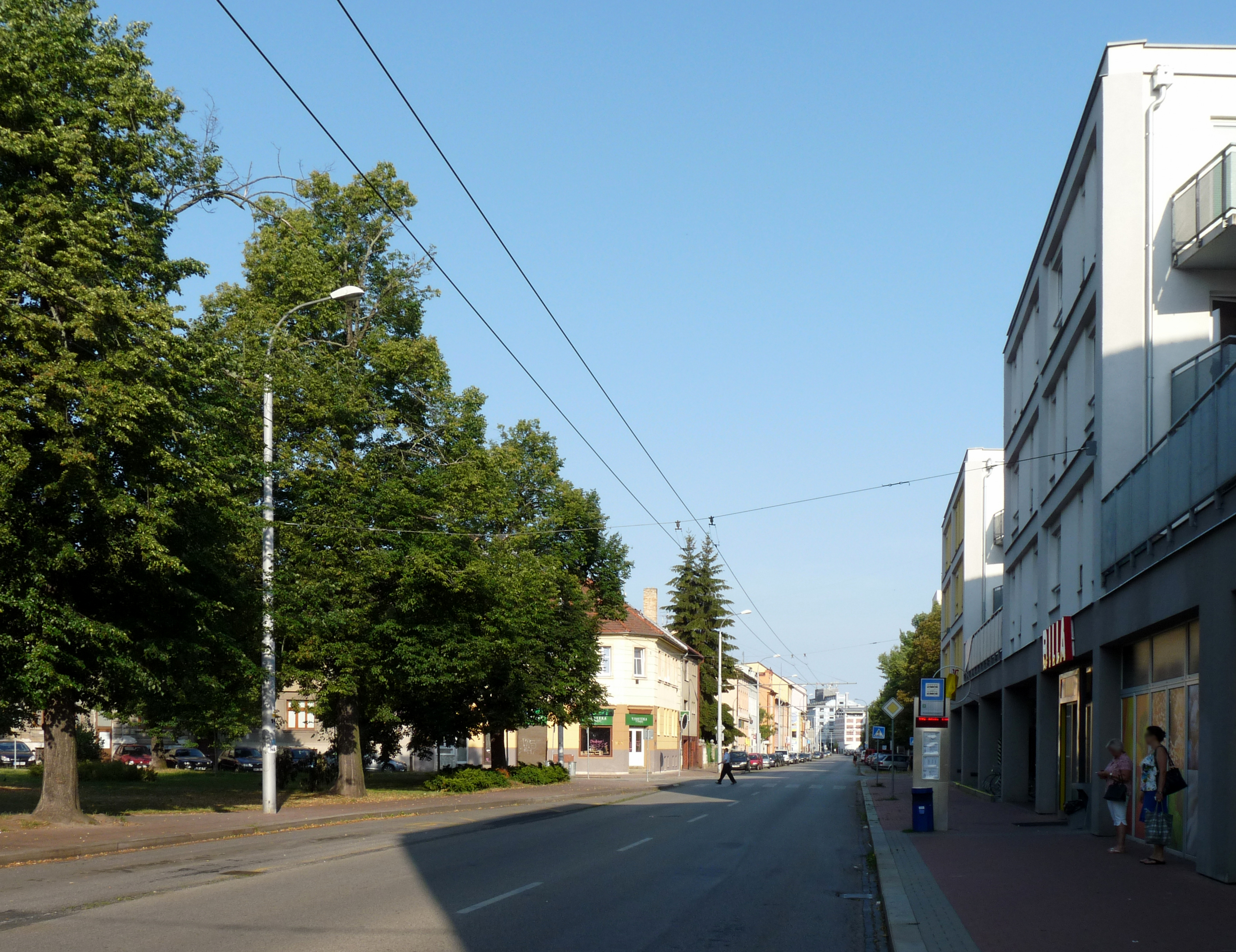
Pekárenská ulice, vlevo stará zástavba, vpravo bytový komplex na místě původního hostince Amerika a pozdější samoobsluhy BIOS
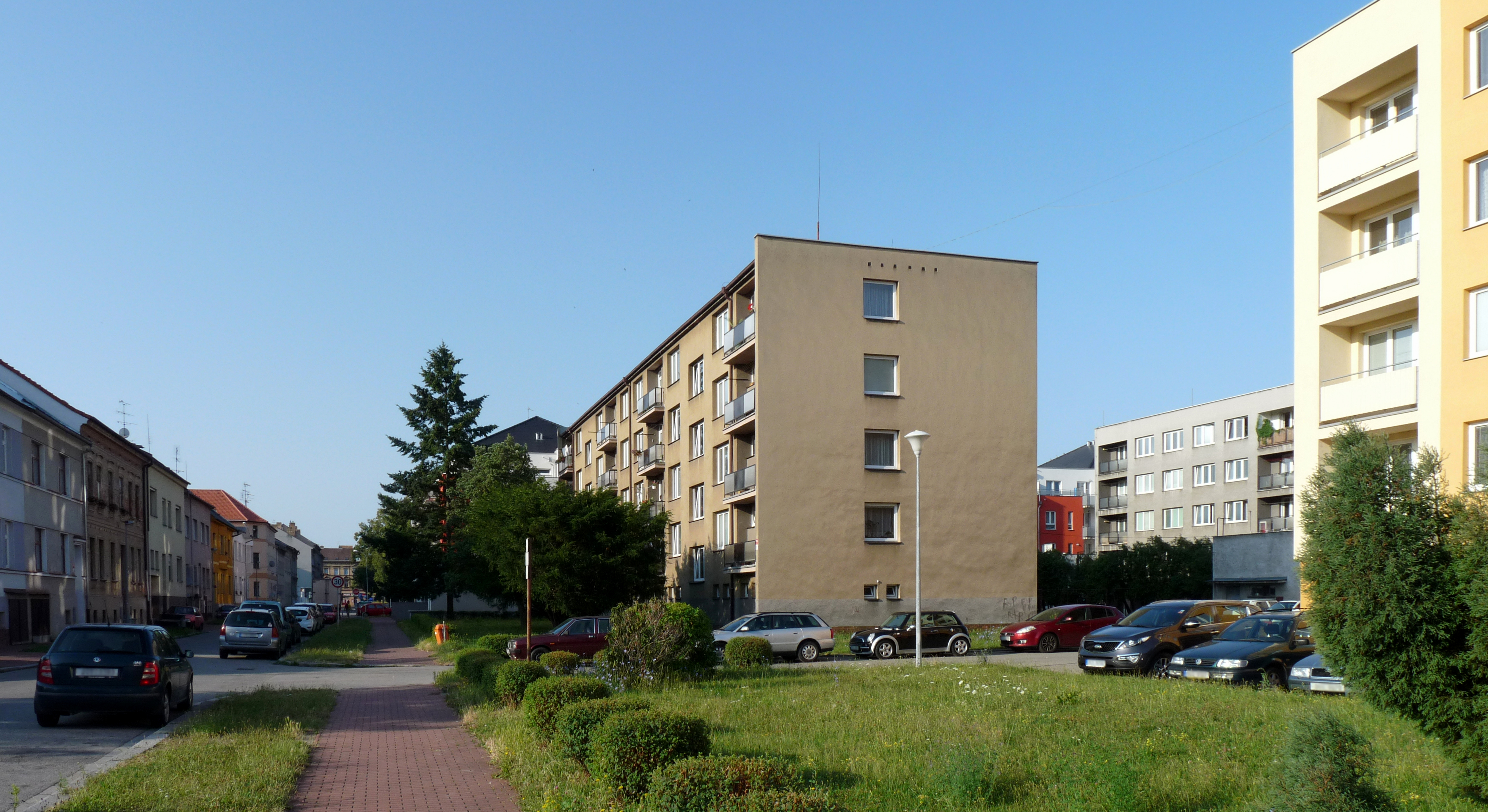
J. Plachty č.p. 3 a 5
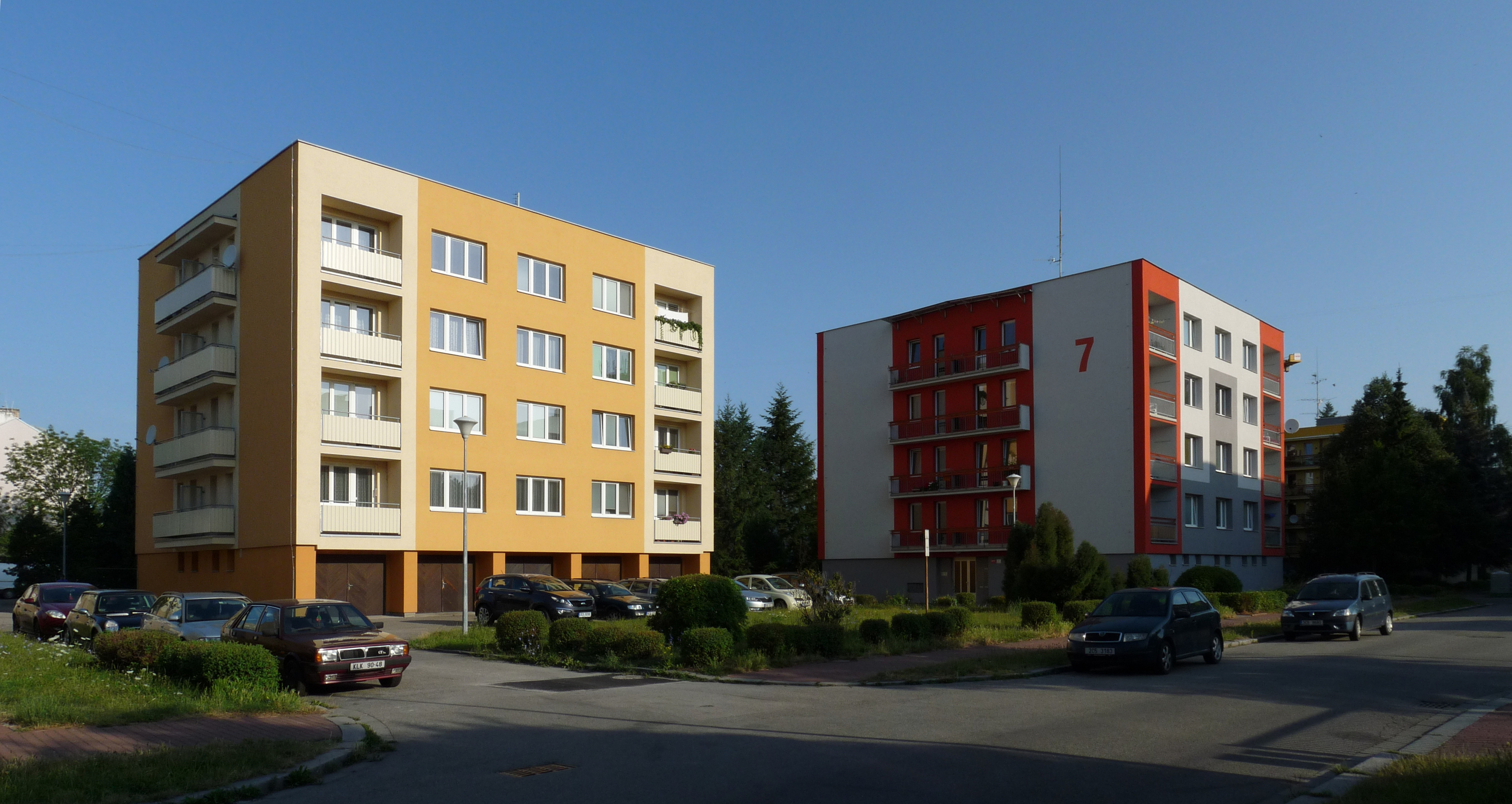
J. Plachty č.p. 5 a 7
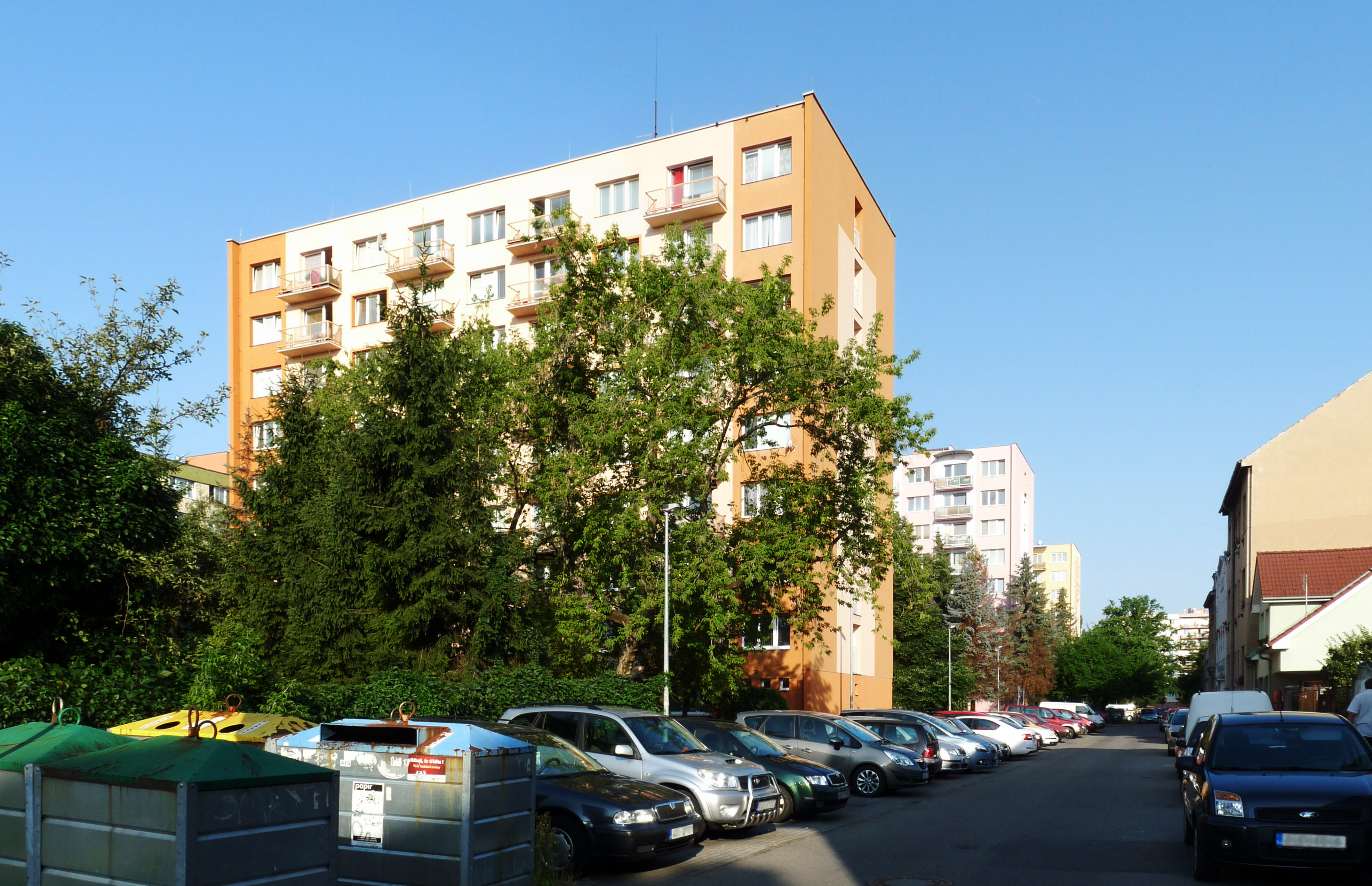
Puklicova ulice
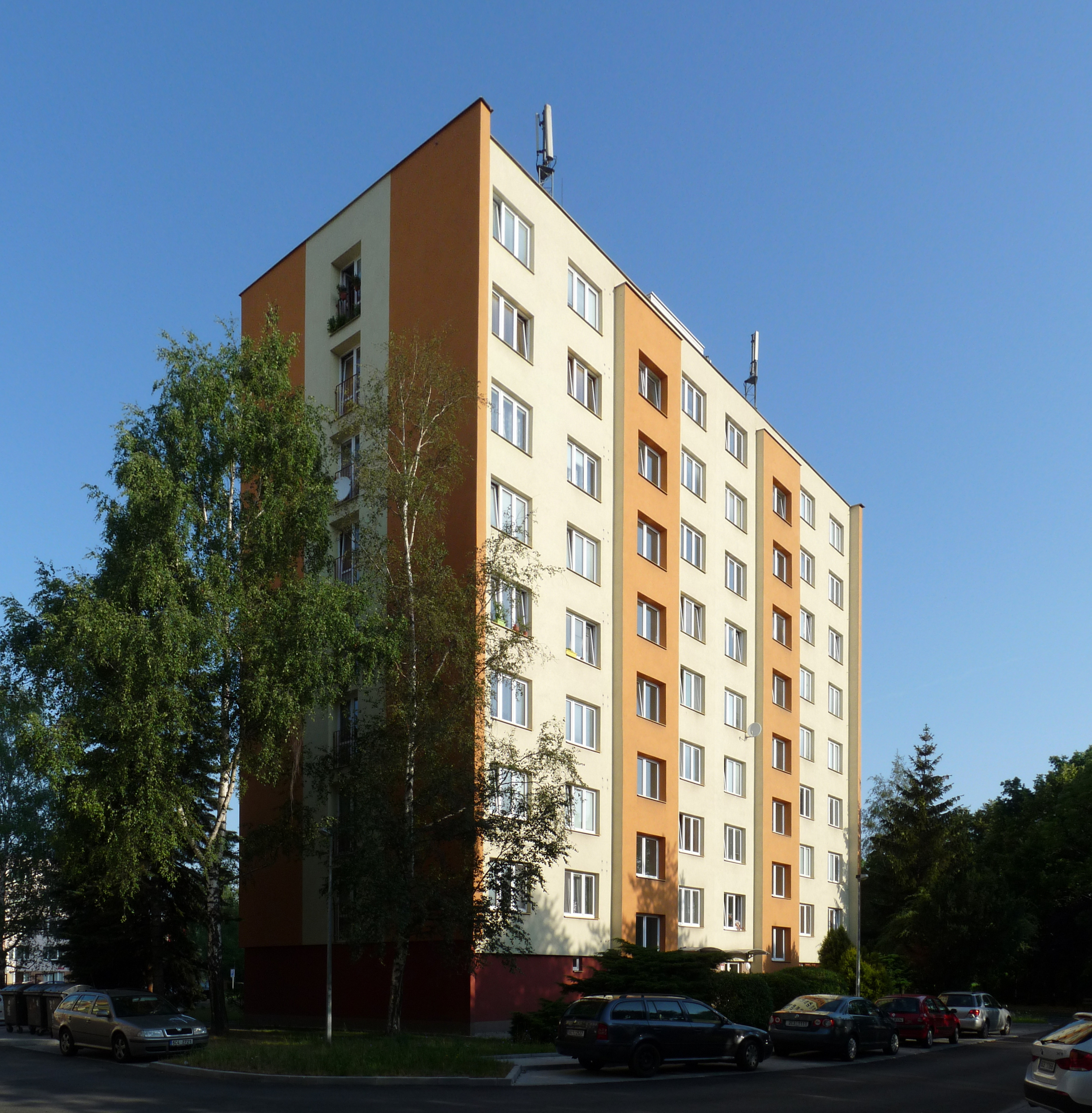
Nádražní č.p. 74 a 75
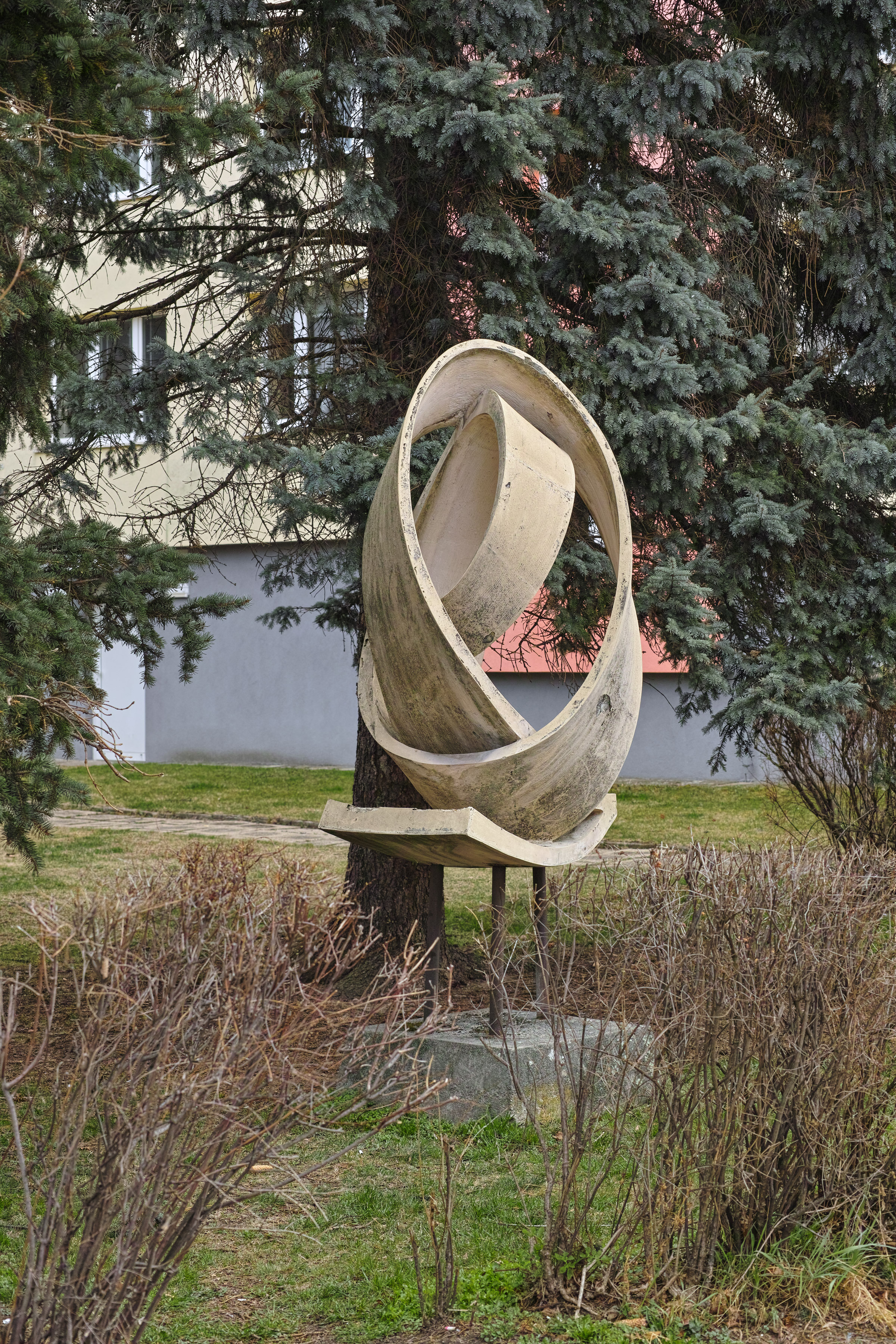
Plastika, Pekárenská 25